# Svinčice
Svinčice (německy Schwindschitz) jsou místní část obce Lužice v okrese Most v Ústeckém kraji. Nachází se v nadmořské výšce 285 metrů, asi osm kilometrů východně od města Mostu. Osadou prochází silnice III. třídy č. 25314 z Liběšic do Sedlece a Korozluk.

## Historie
První písemná zmínka o Svinčicích pochází z roku 1207, kdy byla majetkem cisterciáckého kláštera v Oseku. Pouze v letech 1420–1463 byla ves v majetku šlechty, ale pak opět patřila klášteru. Prvním šlechtickým držitelem vsi byl Mikuláš ze Všebořic a později Jakoubek z Vřesovic, který se roku 1460 zavázal, že vesnici za tři roky klášteru vrátí. V roce 1577 klášter prodal jeden selský dvůr Hynku Rausendorfovi ze Špremberka, který u něj vybudoval poplužní dvůr a tvrz. Tento drobný šlechtický statek později vlastnili Adam starší Štampach ze Štampachu, jehož synové jej prodali Tomáši Tyzlovi z Doltic. Jemu byl roku 1623 poplužní dvůr a tvrz zkonfiskovány za účast na stavovském povstání. Tvrz zanikla beze stop nejspíše během třicetileté války. Ještě v sedmnáctém století byl poplužní dvůr připojen ke klášternímu statku v Pařidlech. Vesnice patřila oseckému klášteru až do zrušení patrimoniální správy.
Od roku 1850 ležela v okrese Teplice, v letech 1896–1935 v okrese Duchcov a v letech 1935–1960 v okrese Bílina. Od roku 1960 je součástí okresu Most. Po celou dobu byla osadou obce Lužice.
Od roku 1963 ve vsi fungují stáje s velkých chovem koní. Nachází se zde rovněž hotel. Asi dvě stě metrů severně od vesnice se nachází ložisko přírodně vypálených hornin, tzv. porcelanitů, které bylo příležitostně těženo.

## Obyvatelstvo
Při sčítání lidu v roce 1921 zde žilo 162 obyvatel (z toho 86 mužů), z nichž bylo 45 Čechoslováků a 117 Němců. Kromě jednoho žida a dvou lidí bez vyznání se hlásili k římskokatolické církvi. Podle sčítání lidu z roku 1930 měla vesnice 162 obyvatel: 49 Čechoslováků a 113 Němců. Kromě římskokatolické většiny zde žil jeden žid a osm lidí bez vyznání.
|                                                                 | 1869 | 1880 | 1890 | 1900 | 1910 | 1921 | 1930 | 1950 | 1961 | 1970 | 1980 | 1991 | 2001 | 2011 | 2021 |
| --------------------------------------------------------------- | ---- | ---- | ---- | ---- | ---- | ---- | ---- | ---- | ---- | ---- | ---- | ---- | ---- | ---- | ---- |
| Obyvatelé                                                       | 117  | 156  | 140  | 135  | 144  | 162  | 162  | 96   | 70   | 40   | 35   | 82   | 73   | 84   | 91   |
| Domy                                                            | 27   | 30   | 27   | 27   | 29   | 29   | 33   | 30   | —    | 15   | 13   | 26   | 30   | 30   | 36   |
| Počet domů z roku 1961 je zahrnut v domech místní části Lužice. |      |      |      |      |      |      |      |      |      |      |      |      |      |      |      |